# Эффионг, Даниэл
Даниэл Эффионг (род. 17 июня 1972 года, Лагос, Нигерия) — нигерийский легкоатлет, спринтер, чемпион Универсиады 1991 года в беге на 100 метров.
В 1993 году стал чемпионом Африки и чемпионом Универсиады в беге на 100 метров. В 1999 году в составе сборной Нигерии вместе с Инносентом Асонзе, Фрэнсисом Обиквелу и Деджи Алю завоевал бронзу на чемпионате мира, однако в августе 2005 года команда была дисквалифицирована из-за положительной допинг-пробы Инносента Асонзе в июне 1999 года.
Личный рекорд Эффионга в беге на 100 метров составляет 9,98 с, это шестой результат в Нигерии после Олусоджи Фасуба, Дэвидсона Эзинвы, Олападе Аденикена, Фрэнсиса Обиквелу и Ученны Эмедолу.
В беге на 200 метров его персональный рекорд 20,10 с. Это второй результат в Нигерии после Фрэнсиса Обиквелу и четвёртый результат в Африке после Фрэнки Фредерикса, Обиквелу и Стефана Бакланда.
В 1995 году Эффионг пропустил чемпионат мира из-за положительной допинг-пробы на метилтестостерон и эфедрин на чемпионате Нигерии 16 июня и был дисквалифицирован на 4 года.